# Sudamericano de Rugby A 2006
El Sudamericano de Rugby A del 2006 fue un torneo "corto" de las selecciones más fuertes de la CONSUR jugándose a modo de triangular a una ronda. Los partidos también eran válidos para la clasificación a la Copa Mundial de Rugby de 2007 que se disputaría en Francia y a cada selección le tocó un partido de local. Este torneo tuvo la particularidad que los partidos contaron con árbitros de fuera de la región: el australiano Matt Goddard, el galés Nigel Owens y el sudafricano Craig Joubert.

## Equipos participantes
- Selección de rugby de Argentina (Los Pumas)
- Selección de rugby de Chile (Los Cóndores)
- Selección de rugby de Uruguay (Los Teros)

## Posiciones
| Pos. | Equipo    | Encuentros | Encuentros | Encuentros | Encuentros | Tantos  | Tantos    | Tantos     | Puntos |
| Pos. | Equipo    | jugados    | ganados    | empatados  | perdidos   | a favor | en contra | diferencia | Puntos |
| ---- | --------- | ---------- | ---------- | ---------- | ---------- | ------- | --------- | ---------- | ------ |
| 1    | Argentina | 2          | 2          | 0          | 0          | 86      | 13        | + 73       | 6      |
| 2    | Uruguay   | 2          | 1          | 0          | 1          | 43      | 41        | + 2        | 4      |
| 3    | Chile     | 2          | 0          | 0          | 2          | 28      | 103       | - 75       | 2      |

Nota: Se otorgan 3 puntos al equipo que gane un partido, 2 al que empate y 1 al que pierda

## Resultados

### Primera Fecha[1]
| 1º de julio | Chile | 13 - 60 | Argentina | cancha del Prince of Wales Country Club, Santiago, Chile |                                                         |
|             |       | Reporte |           | Asistencia: 5.000 espectadores Árbitro(s): Matt Goddard  | Asistencia: 5.000 espectadores Árbitro(s): Matt Goddard |

### Segunda Fecha[2]
| 8 de julio                            | Argentina | 26 - 0  | Uruguay | cancha del CASI, Buenos Aires, Argentina               |                                                        |
|                                       |           | Reporte |         | Asistencia: 3.000 espectadores Árbitro(s): Nigel Owens | Asistencia: 3.000 espectadores Árbitro(s): Nigel Owens |
| Clasificación de Pumas a Francia 2007 |           |         |         |                                                        |                                                        |

### Tercera Fecha[3]
| 22 de julio | Uruguay | 43 - 15 | Chile | Gran Parque Central, Montevideo, Uruguay                  |                                                           |
|             |         | Reporte |       | Asistencia: 10.000 espectadores Árbitro(s): Craig Joubert | Asistencia: 10.000 espectadores Árbitro(s): Craig Joubert |

| Bandera de Argentina    |
| Campeón Argentina       |
| Vigésimo séptimo título |